# Cantó de Lilla-Nord
El cantó de Lilla-Nord és una divisió administrativa francesa, situada al departament del Nord i la regió dels Alts de França.
El cantó de Lille-Nord comprèn les comunes de La Madeleine: 22.399 habitants; i una fracció de Lilla (part del Vieux-Lille) : 7.055 habitants

## Història
| Date d'elecció                        | Identitat         | Partit |
| ------------------------------------- | ----------------- | ------ |
| 1976-1988                             | Claude Dhinnin    | RPR    |
| 1988-                                 | Jean-Claude Debus | UMP    |
| Les dades anteriors no són conegudes. |                   |        |
|                                       |                   |        |

## Demografia
| 1962 | 1968 | 1975 | 1982 | 1990 | 1999   | 2006   |
| ---- | ---- | ---- | ---- | ---- | ------ | ------ |
| -    |      |      |      |      | 30.354 | 31.489 |